# Claudia Esqueda Llanes
María Claudia Esqueda Llanes es una abogada laboral y política mexicana, integrante del Partido Revolucionario Institucional (PRI). Ha sido en dos ocasiones diputada federal.

## Biografía
Es licenciada en Derecho egresada de la Universidad Nacional Autónoma de México (UNAM), maestra en Derecho Laboral por el Instituto de Posgrado en Derecho y especialista en Derecho Laboral por la Universidad Panamericana, misma en la que también tiene estudios en Derecho de Amparo.
Ha sido abogada postulante y abogada externa del Instituto Nacional para la Educación de los Adultos (INEA) y delegada regional en Tlalpan, Xochimilco y Milpa Alta de la Procuraduría General de Justicia del Distrito Federal. Ha desarrollado su carrera política como integrante de la Federación de Trabajadores de la Ciudad de México y de la Confederación de Trabajadores de México (CTM), donde se desempeña como integrante de la coordinación Jurídica y subsecretaria de Relaciones del Comité Nacional.
En 1988 fue postulada candidata a diputada federal por el Distrito 18 del Distrito Federal, siendo elegida para la LIV Legislatura que se desempeñó de dicho año al de 1991. En 1994 volvió a ser postulada y elegida al mismo cargo, pero esta vez por el Distrito 6 del Distrito Federal a la LVI Legislatura que tuvo su fin en 1997.
En las elecciones de 2003 fue elegida diputada a la III Legislatura de la entonces Asamblea Legislativa del Distrito Federal por el principio de representación proporcional, permaneciendo en el cargo de 2003 a 2006. De 2018 a 2024 fue senadora suplente de la propietaria Beatriz Paredes Rangel, sin que haya sido llamada a ejercer el cargo.